# 8836 Акіфоліум
8836 Акіфоліум (1989 SU3, 1976 GD5, 1992 FL, 8836 Aquifolium) — астероїд головного поясу, відкритий 26 вересня 1989 року.
Тіссеранів параметр щодо Юпітера — 3,211.